# Наталија Воробјева
Наталија Воробјева (Тулун, 27. мај 1991) је руска рвачица и прва руска победница у женском рвању на Олимпијским играма. Воробјева је свој потенцијал наговестила 2009, 2010. и 2011. кад је на Светским првенствима за јуниоре освојила златне медаље. На Европском првенсту у Београду 2012. освојила је бронзу, а затим је дебиотовала на Олимпијским играма у Лондону и освојила златну медаљу у категорији до 72кг победивши у финалу Станку Златеву. Европска првакиња постала је у Тбилисију 2013, а на Светском првенству у Будимпешти дошла је до сребра. Наредне године одбранила је Европску титулу на на Светском првенству је освојила бронзу. На Европским играма у Бакуу 2015. окитила се сребром, а први пут светска првакиња постала је у Лас Вегасу исте године. На Олимпијским игама у Рио де Жанеиру такмичила се у категорији до 69кг и успела је да освоји сребрну медаљу.